# Kamenec (Krkonoše)
Kamenec (německy Steindlberg) je hora v západních Krkonoších, nacházející se 3,5 km severovýchodně od Harrachova, 5 km jihozápadně od Szklarske Poręby (česky: Sklářská Poruba) a 1 km západně od Lubochu, jehož je vedlejším vrcholem.
Kamenec je porostlý řídkou poškozenou smrčinou a v jeho podmáčené vrcholové části jsou četná rašeliniště.

## Přístup
Na vrchol nevede žádná značená cesta, jen neznačená pěšina, odbočující z hraniční hřebenové pěšiny v sedle mezi Lubochem a Žlabským vrchem. Protože však vrchol leží v I. zóně KRNAPu, platí na tuto cestu zákaz vstupu a vrchol je tak nepřístupný.